# Marjorie Chambers
Eileen Marjorie Fosbery Chambers (ur. 29 maja 1906 w Sydney, zm. 6 kwietnia 1989 w Christchurch) – nowozelandzka pielęgniarka, przełożona pielęgniarek, członek zarządu szpitali i wielu organizacji nowozelandzkich i międzynarodowych. Reformatorka systemu opieki zdrowotnej i kształcenia pielęgniarskiego, administratorka szpitali. Odznaczona Orderem Imperium Brytyjskiego IV klasy (OBE).

## Młodość
Marjorie urodziła się jako córka Fosbery Maunsella Nancarrowa i Violet Marjorie Campbell. Oboje rodziców byli Nowozelandczykami i około 1910 przenieśli się do Christchurch, gdzie od 1917 do 1923, uczęszczała do prywatnej szkoły dla dziewcząt St. Margaret’s College. Ojciec nie pozwolił jej pójść na uniwersytet. Została guwernantką, a potem zrobiła kurs handlowy. Podczas rekonwalescencji po chorobie w Hawke’s Bay poznała miejscowego hodowcę owiec Bernarda Lowry Chambersa, za którego wyszła za mąż w Dunedin 23 listopada 1927. Małżeństwo nie trwało długo, w 1936 opuściła męża, a w lutym 1938 uzyskała rozwód.

## Kariera
Po rozstaniu z mężem potrzebowała stałego źródła dochodu aby utrzymać siebie i schorowanych rodziców. Wybrała karierę pielęgniarską i zgłosiła się do szpitala Christchurch na szkolenie. Przełożona pielęgniarek, Grace Widdowson, stała się jej mentorką i przyjaciółką.
W 1940 została zarejestrowaną pielęgniarką, a po ukończeniu dodatkowego szkolenia, w 1941, została mianowana siostrą oddziałową. W 1944 roku podjęła studia podyplomowe w Wellington, a po jej powrocie do Christchurch szkoliła nowe pielęgniarki.
Pragnąc kontynuować swoją karierę nauczycielską, ukończyła w czerwcu 1948 szkolenie położnicze w Hutt Hospital. Sześć miesięcy później, 1 stycznia 1949, została generalną przełożoną matką Oamaru Hospital. Jej szczególna umiejętność administratora umożliwiła jej dalszy awans, 1 grudnia 1952, zastąpiła Grace Widdowson jako generalna przełożona Christchurch Hospital.

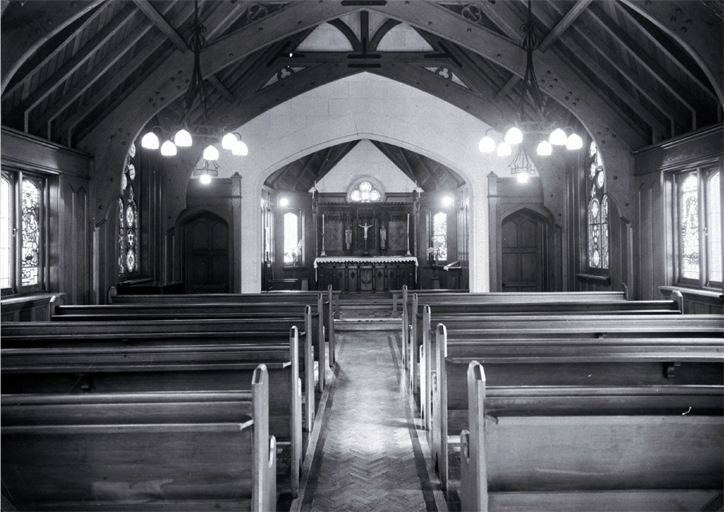
Kaplica w Christchurch Hospital, 1930

Marjorie Chambers pracowała w czasie ogromnej ekspansji w ramach usług szpitalnych, która stała się bezpłatna dla pacjentów od 1938. Jako wizjonerka zaangażowana w swoją pracę zdawała sobie sprawę, że pielęgniarstwo powinno zostać zmodernizowane, jeśli ma przyciągnąć wystarczającą liczbę odpowiednio wykwalifikowanych pracowników, aby sprostać tym wyzwaniom. Uważała, że lojalność, wierna służba i opieka skoncentrowana na pacjencie powinny pozostać podstawą tego zawodu. Walczyła przeciwko wprowadzeniu, przez rząd w połowie lat sześćdziesiątych, nadgodzin i kar dla pielęgniarek. W latach jej zarządzania w Christchurch Hospital wprowadzono między łóżkami zasłony, powołano komitet zajmujący się techniką pielęgniarską w celu standaryzacji praktyk i wprowadzaniu nowych procedur, wywalczyła liberalizację godzin wizyt, zwłaszcza dla małych dzieci.
Stworzyła centralną szkołę pielęgniarską w szpitalu Christchurch, która kształciła pielęgniarki pracujące potem w całym kraju, a w 1959 nową szkołę przygotowawczą.
Marjorie Chambers odgrywała aktywną rolę w szeroko pojętych sprawach pielęgniarskich. Jako długoletnia członkini stowarzyszenia pielęgniarek zarejestrowanych w Nowej Zelandii (New Zealand Registered Nurses Association), w 1950 weszła w skład zarządu wykonawczego. Była przewodniczącą oddziałów w Północnym Otago i Canterbury, a od 1956 do 1960 przewodniczącą krajową. Została również członkiem zarządu Międzynarodowej Rady Pielęgniarek i przewodniczącą jej oddziału z regionu Południowego Pacyfiku. W latach 1958–1966 pełniła funkcję członka zarządu Nurses and Midwives Board. Uczestniczyła w wielu konferencjach tych organizacji w Europie, Wielkiej Brytanii, Japonii i Australii.
Była mocno zaangażowana w planowanie i rozwój nowych szpitali i nowych budynków. Dzięki niej w Oamaru powstała kuchnia dietetyczna i aneks dla matek, rozbudowano laboratoria i dom pielęgniarek. W Christchurch nadzorowała otwarcie Princess Margaret Hospital i projekt rozbudowy Christchurch Hospital. W 1963 została przewodniczącą zarządu obu szpitali i musiała zrezygnować z czynnego zawodu pielęgniarki na rzecz zarządzania. W tym też roku jej zasługi i ogromny wkład, dla systemu opieki medycznej i kształcenia wykwalifikowanego personelu, zostały docenione i została odznaczona Orderem Imperium Brytyjskiego.
Przed odejściem na emeryturę, w kwietniu 1966 roku, jej portret został namalowany przez artystkę nowozelandzką, Olivię Spencer Bower, który obecnie znajduje się w Museum of New Zealand.
Wysoka, szczupła i elegancka Marjorie Chambers, powszechnie nazywana „Potty”, zyskała szacunek i zaufanie wszystkich, którzy z nią pracowali. Jej wybitne umiejętności organizacyjne i administracyjne były nieocenione w czasach, gdy od przywódców pielęgniarskich oczekiwano, że zostaną menedżerami, a także nauczycielami i przewodnikami moralnymi. Zachowując wysokie standardy etyczne, oświecony stosunek do zmian i postępu, umożliwił jej wprowadzenie opieki medycznej Nowej Zelandii w nowoczesną erę.
W 1988 wydała autobiografię „My life in nursing: Christchurch Hospital, 1936-1966”. Marjorie Chambers zmarła, w Christchurch, w dniu 6 kwietnia 1989.